# 한달호
한달호(1978년 1월 22일~)는 대한민국 남성 영화 배우, 영화제작 프로듀서이다. KBS드라마 《야망의 세월》 및 수많은 광고로 아역시절 주목 받았고, 서울예술대학 영화과를 졸업 후 연극무대에서 활동했고, 건국대학교 신문방송학과 졸업 후 영화 프로듀서로 활동한다.
프로듀서로 참여한 《운수좋은날》이 대구단편영화제 대상, 정동진독립영화제 관객상 등 영화제를 통해서 주목 받았고, 《쪼다 멜로》, 《목욕》, 《기린과 아프리카》등의 작품들도 각종 영화제에서 상영되면서 호평 받았다.
이후 육각수 3집 - 버텨 뮤직비디오에 출연하는 등 방송활동을 이어갔으며, 석사학위논문으로 인문콘텐츠학회에서 수상하기도 했다. 현재는 박사학위 취득 후 연기활동은 물론 출강과 영화제작을 병행하고 있다.

## 기획 프로듀서
- 《대무가 (2022, 장편영화)》(2022년)

## 프로듀서
- 《대무가》(2018년) - 제3회 충무로 뮤지컬영화제 탤런트 M&M(Talent M&M) 부문
- 《마이 올드 프렌드》(2016년) - 제3회 서울웹페스트 음악상 수상(2017), K STAR 특집극[깨진 링크(과거 내용 찾기)]방영(2016)
- 《나와 함께 블루스를》(2016년) - 제39회 끌레르몽페랑 국제단편영화제(Clermont-Ferrand International Short Film Festival, France) 국제 경쟁부문(2017), 제35회 엑상프로방스 국제단편영화제(Aix-en-Provence Festival Tous Courts, France) 젊은심사위원상 수상 (2017), 제6회 콜카타 국제단편영화제(Kolkata Shorts International Film Festival, India) 심사위원언급 명예상(Honorable Jury Mention) (2017), 제20회 부산국제영화제 컬러 오브 아시아-뉴커머스, 와이드앵글 부문(2015), 제15회 미장센단편영화제 식스센스 경쟁부문(2016), 제3회 가톨릭영화제 대상, 관객상 수상(2016), 제18회 Corti da Sogni-Antonio Ricci 보관됨 2017-11-30 - 웨이백 머신 국제단편영화제("Corti da Sogni-Antonio Ricci" International Short Film Festival, Italy) 월드와이드픽션 수상(2017), 제18회 장애인영화제 인권상 수상(2017), 제17회 대구단편영화제 본선 경쟁부문(2016), 제6회 경찰청 인권영화제 연기상(시민부문) 수상(2017), 제10회 발리국제영화제(Bali International Film Festival, Balinale) Signature Shorts 부문(2016), 제2회 천안춤영화제 본선 경쟁부문(2018), 제8회 충무로단편영화제 비경쟁부문 후원사 대상 수상(2018)
- 《출근 (영화)》(2014년) - 제19회 부산국제영화제 와이드앵글 단편경쟁부문(2014), 제10회 제주영화제 본선경쟁부문(2014), 제20회 인디포럼 신작전(2015), 제8회 노인영화제 본선경쟁부문(2015)
- 《춘정 (2013년 영화)》(2013년) - 제14회 대구단편영화제 대상, 연기상 수상(2013), 제15회 서울국제여성영화제 최우수상 수상(2013), 제30회 부산국제단편영화제 관객상, 부산스튜던트 어워드, 심사위원특별언급 수상(2013), 제39회 서울독립영화제 관객상 수상(2013), KBS독립영화관 방영(2014)
- 《기린과 아프리카》(2007년) - 제9회 대구단편영화제 우수상, 연기상 수상(2008), 제3회 대전독립영화제 우수작품상 수상(2009), 제7회 미장센단편영화제 심사위원특별상(연기부문)수상(2008), 대한민국영상대전 대학부문 최우수상 수상작(2008), 부산국제영화제 와이드앵글 단편초청부문(2007), (공동프로듀서)
- 《목욕 (영화)》(2007년) - 제25회 부산아시아단편영화제 관객상 수상(2008), 미국 아웃페스트영화제(Outfest) 심사위원상 수상(2009), 제2회 나인식스단편영화제 관객상 수상(2008), KBS독립영화관 방영(2008), 부산국제영화제 와이드앵글 단편경쟁부문(2007), 제9회 서울국제영화제 넷국제경쟁 단편부문(2008), 제2회 서울국제가족영상축제 한국가족단편영화 경쟁부문(2008)
- 《쪼다 멜로》(2006년) - 이스트만 코닥 촬영상 수상(2006), 제1회 공주천마신상옥영화제 박중훈상 수상(2007)
- 《운수 좋은 날 (영화)》(2005년) - 제6회 대구단편영화제 대상(2005), 제8회 정동진독립영화제 관객상 수상(2006), KBS독립영화관 방영(2006)
- 《도시서정》(1997년) - 대학영화제 초청작(1998), 그때그영화제 연기상 수상(2005)

## 출연
- 《운수좋은날》(2005년)
- 《도시서정》(1997년)
- 《야망의 세월》(1990년)

## MV
- 《육각수》3집 - 버텨(2007년)

## CF
- 《롯데푸드 - 롯데햄 에센뽀득》
- 《제주신라호텔》
- 《윤선생영어교실》
- 《삼성전자 - 삼성컴퓨터》
- 《농협》

## 수상
- 《인문콘텐츠학회 문화콘텐츠학 우수석사논문상》(2008년)